# Fierbinți
Fierbinți es una localidad rumana de la comuna de Șelaru, en el condado de Dâmbovița.

## Historia
En 1864 se habrían instalado en el lugar 140 habitantes. Hacia finales del siglo XIX, la localidad, que por entonces pertenecía al antiguo condado de Vlașca, formaba parte de la comuna homónima de Fierbinți.
En la segunda mitad del siglo XX la localidad había pasado a formar parte de la comuna de Șelaru, en el condado de Dâmbovița. En el censo de 2021 la localidad tenía una población de 1538 habitantes.